# The Herd
The Herd was een Britse popgroep, opgericht in 1965. De groep had drie hits, twee in 1967 en één in 1968. Op het eind van dat jaar verliet de zanger Peter Frampton de groep; in het jaar daarop viel de groep helemaal uit elkaar.

## Samenstelling
In de glorietijd had de groep deze samenstelling:
- Peter Frampton, zang en gitaar
- Andy Bown, keyboard
- Gary Taylor, basgitaar
- Andrew Steele, drums

Vóór die tijd had Louis Cennamo als basgitarist deel uitgemaakt van de groep en had de groep al twee andere drummers gehad: Tony Chapman en Mick Underwood. Ook Peter Frampton had een voorganger als zanger: Terry Clark. Andrew Steele verliet de groep in 1968 wegens gezondheidsproblemen. Zijn opvolger was Henry Spinetti. Steele is in 2005 op 63-jarige leeftijd overleden.

## Carrière
The Herd werd in 1965 opgericht in Zuid-Londen. De groep nam drie weinig succesvolle platen op bij Parlophone. In 1966 haakten kort na elkaar drie leden (Terry Clark, Louis Cennamo en Mick Underwood) af en kreeg de groep de bezetting die hem beroemd maakte. De zanger, Peter Frampton, was 16 toen hij in 1966 bij de groep kwam en net van school af. De andere leden waren een paar jaar ouder. Parlophone wilde niet met hen verder, maar Fontana Records wilde het wel met hen proberen. Ze verruilden ook hun manager Billy Gaff voor het duo Ken Howard en Alan Blaikley, dat ook Dave Dee, Dozy, Beaky, Mick & Tich en vroeger The Honeycombs onder zijn hoede had.
Het eerste nummer van Howard en Blaikley dat The Herd op de plaat zetten, I Can Fly, haalde de hitparade niet, maar werd wel vaak gedraaid op de radio. Het leverde de groep naamsbekendheid op.
Het tweede nummer van Howard en Blaikley dat ze opnamen, From the Underworld, was een schot in de roos. Het bereikte de zesde plaats in de Engelse hitparade. Ook in het buitenland sloeg het nummer aan. In Nederland bracht de plaat het tot nummer drie in oktober 1967. Het nummer is gebaseerd op de mythe van Orpheus en Eurydice.
De opvolger, Paradise Lost, ook van Howard en Blaikley, bracht het tot nummer 15 in de Engelse hitparade. In Nederland haalde het de 22e plaats in december 1967.
Hun derde hit, I Don’t Want Our Loving to Die, alweer van Howard en Blaikley, bereikte in mei 1968 de vijfde plaats in de Engelse hitparade. In Nederland deed de plaat niets. In de VS evenmin, maar ook de voorgaande platen verkochten daar niet.
Peter Frampton was inmiddels een popidool geworden. De lezers van het tienerblad Rave kozen hem tot ‘het gezicht van 1968’. Zelf was hij er niet gelukkig mee dat het publiek blijkbaar meer waardering had voor zijn uiterlijk dan voor zijn muziek. Hij was ook niet gelukkig meer met het repertoire van de groep. Hij wilde geen muziek maken voor alleen tieners. De leden van de groep schoven Howard en Blaikley opzij. De volgende plaat van The Herd, Sunshine Cottage, was geschreven door Frampton samen met toetsenist Andy Bown. Ook de meeste nummers op hun eerste en enige lp, Paradise Lost, zijn geschreven door Frampton en Bown.
Toen Sunshine Cottage flopte, stapte Frampton eind 1968 uit de groep. Samen met Steve Marriott van The Small Faces richtte hij een nieuwe groep op, Humble Pie. Er moeten nog ergens opnamen liggen voor een complete tweede lp van The Herd, die nooit is uitgebracht.
De resterende leden, Andy Bown, Gary Taylor en Henry Spinetti, gingen als trio verder. In 1969 brachten ze nog een plaat uit, The Game. Toen die ook flopte, werd de groep ontbonden. Bown en Spinetti richtten een groep op met de naam Judas Jump. Die bestond maar kort. Andy Bown kwam later in Status Quo terecht; Henry Spinetti werd sessiemuzikant. Gary Taylor werd diskjockey.
Gary Taylor en Andrew Steele, de voorganger van Spinetti, namen in 1971 onder de naam The Herd het nummer You’ve Got Me Hangin’ from Your Lovin’ Tree op. Het werd geen succes.

## Discografie

### Singles
- mei 1965: Goodbye Baby Goodbye / Here Comes the Fool (Parlophone R5284)
- oktober 1965: She Was Really Saying Something / It’s Been a Long Time Baby (Parlophone R5353)
- februari 1966: So Much in Love / This Boy’s Always Been True (Parlophone R5413)
- april 1967: I Can Fly / Diary of a Narcissist (Fontana TF819)
- augustus 1967: From the Underworld / Sweet William (Fontana TF856)
- december 1967: Paradise Lost / Come on, Believe Me (Fontana TF887)
- maart 1968: I Don’t Want Our Loving to Die / Our Fairy Tale (Fontana TF925)
- oktober 1968: Sunshine Cottage / Miss Jones (Fontana TF957)
- mei 1969: The Game / Beauty Queen (Fontana TF1011)
- juni 1971: You’ve Got Me Hangin’ from Your Lovin’ Tree / I Don’t Wanna Go to Sleep Again (B & C CB154)

### LP’s
- 1968: Paradise Lost (Fontana STL 5458; in Duitsland heette de lp Paradise and Underworld):[6]
  - From the Underworld, On My Way Home, I Can Fly, Goodbye Groovy, Mixed Up Minds, Impressions of Oliver, Paradise Lost, Sad,[7] Something Strange, On Your Own, She Loves Me She Loves Me Not, Fare Thee Well
- 1968: Lookin’ Thru You (Fontana 67579; alleen uitgebracht in de VS)
  - I Don't Want Our Loving to Die, Come On, Believe Me, Our Fairy Tale, On My Way Home, Goodbye Groovy, From the Underworld, Paradise Lost, Sweet William, I Can Fly, Understand Me
- 1972: From the Underworld (Emidisc 1C048-51106):
  - From the Underworld, Mixed Up Minds, Sunshine Cottage, Diary of a Narcissist, Goodbye Groovy, Sad,[7] Paradise Lost, Beauty Queen, Something Strange, Sweet William, I Can Fly, On Your Own
- 1977: All About The Herd (Philips RJ7292):
  - From the Underworld, On My Way Home, I Can Fly, Goodbye Groovy, Mixed Up Minds, Impressions of Oliver, Miss Jones, I Don’t Want Our Loving to Die, Sunshine Cottage, Paradise Lost, Sad,[7] Something Strange, On Your Own, She Loves Me She Loves Me Not, Fare Thee Well
- 1999: The Fontana Years (Lilith Records 900525; dubbel-lp):
  - From the Underworld, Paradise Lost, I Don’t Want Our Loving to Die, Bang!,[8] Beauty Queen, Charlie Anderson, Come on, Believe Me, Diary of a Narcissist, Fare Thee Well, Follow the Leader, Goodbye Groovy, Half of Me, You’ve Got Me Hangin’ from Your Lovin’ Tree, I Can Fly, I Don’t Wanna Go to Sleep Again, Impressions of Oliver, Laugh and Dance and Sing, Miss Jones, Mixed Up Minds, Mother’s Blue Eyed Angel, On My Way Home, On Your Own, Our Fairy Tale, Sad,[7] Good Citizen, She Loves Me She Loves Me Not, Something Strange, Sugarloaf Mountain, Sunshine Cottage, Sweet William, The Game, Understand Me

### Verzamel-cd's
- 1989: Paradise Lost (Fontana 842760-2):
  - From the Underworld, On My Way Home, I Can Fly, Goodbye Groovy, Mixed Up Minds, Impressions of Oliver, Paradise Lost, Sad,[7] Something Strange, On Your Own, She Loves Me She Loves Me Not, Fare Thee Well, Sweet William, Come on, Believe Me, I Don’t Want Our Loving to Die, Our Fairy Tale
- 1994: The Herd Featuring Peter Frampton (Polygram 522746):
  - From the Underworld, On My Way Home, I Can Fly, Goodbye Groovy, Mixed Up Minds, Impressions of Oliver, Paradise Lost, Sad,[7] Something Strange, On Your Own, She Loves Me She Loves Me Not, Fare Thee Well, Diary of a Narcissist, Understand Me, Sweet William, Come on, Believe Me, I Don't Want Our Loving to Die, Our Fairy Tale, Sunshine Cottage, Miss Jones
- 1995: From the Underworld: The Singles and More (BR Music BX 451-2):
  - From the Underworld, Paradise Lost, I Don’t Want Our Loving to Die, I Can Fly, Diary of a Narcissist, Our Fairy Tale, Sunshine Cottage, The Game, Come on, Believe Me, Miss Jones, Follow the Leader, Mother’s Blue Eyed Angel, On My Way Home, Mixed Up Minds, Something Strange, Sad,[7] You’ve Got Me Hangin’ from Your Lovin’ Tree, Fare Thee Well, Half of Me, I Don’t Wanna Go to Sleep Again, Laugh and Dance and Sing, She Loves Me She Loves Me Not, Sweet William, Sugar Loaf Mountain, Understand Me, Bang!,[8] Charlie Anderson, Beauty Queen
- 1998: I Can Fly: The Very Best of The Herd (Collectables Records 5890):
  - I Can Fly, I Don’t Want Our Loving to Die, Come on, Believe Me, Our Fairy Tale, From the Underworld, Paradise Lost, Sweet William, Understand Me, Beauty Queen, The Game, Miss Jones, Diary of a Narcissist, I Don’t Wanna Go to Sleep Again, You’ve Got Me Hangin’ from Your Lovin’ Tree, Something Strange, Mixed Up Minds, Sad,[7] Goodbye Groovy
- 1998: Anthology (MCI Music MCCD352):
  - I Can Fly, Diary of a Narcissist, From the Underworld, Sweet William, Paradise Lost, Come on, Believe Me, Mixed Up Minds, Sad,[7] Fare Thee Well, I Don’t Want Our Loving to Die, Our Fairy Tale, On My Way Home, Sunshine Cottage, Miss Jones, She Loves Me She Loves Me Not, Something Strange, The Game, Beauty Queen, You’ve Got Me Hangin’ from Your Lovin’ Tree, I Don’t Wanna Go to Sleep Again, Follow the Leader, Mother’s Blue Eyed Angel, Laugh and Dance and Sing, Sugar Loaf Mountain, Understand Me, Charlie Andersen, Bang![8]
- 2000: Paradise and Underworld (Repertoire REP 4257):
  - From the Underworld, Paradise Lost, I Can Fly, I Don’t Want Our Loving to Die, Sunshine Cottage, The Game, Sweet William, Come on, Believe Me, Diary of a Narcissist, Understand Me, Our Fairy Tale, Miss Jones, Beauty Queen, Follow the Leader, Charlie Anderson, Bang!,[8] Mother’s Blue Eyed Angel, On My Way Home, Goodbye Groovy, Mixed Up Minds, Impressions of Oliver, Sad,[7] Something Strange, On Your Own, She Loves Me She Loves Me Not, Fare Thee Well
- 2002: Underworld (Snapper 439; dubbel-cd):[9]
  - From the Underworld, Paradise Lost, I Don’t Want Our Loving to Die, Bang!,[8] Beauty Queen, Charlie Anderson, Come on, Believe Me, Diary of a Narcissist, Fare Thee Well, Follow the Leader, Goodbye Groovy, Half of Me, You’ve Got Me Hangin’ from Your Lovin’ Tree, I Can Fly, I Don’t Wanna Go to Sleep Again, Impressions of Oliver, Laugh and Dance and Sing, Miss Jones, Mixed Up Minds, Mother’s Blue Eyed Angel, On My Way Home, On Your Own, Our Fairy Tale, Sad,[7] Shame Shame, She Loves Me She Loves Me Not, Something Strange, Sugarloaf Mountain, Sunshine Cottage, Sweet William, The Game, Understand Me
- 2005: The Complete Herd: Singles As and Bs (Repertoire REP 5032; dubbel-cd):[10]
  - I Can Fly, Diary Of a Narcissist, From the Underworld, Sweet William, Paradise Lost, Come on, Believe Me, I Don’t Want Our Loving to Die, Our Fairy Tale, Sunshine Cottage, Miss Jones, The Game, Beauty Queen, You’ve Got Me Hangin’ from Your Lovin’ Tree, I Don’t Wanna Go to Sleep Again, Understand Me, Follow the Leader, Charlie Anderson, Bang!,[8] Mother’s Blue Eyed Angel, Laugh and Dance and Sing, Sugarloaf Mountain, Half of Me, Sweet William, I Don’t Want Our Loving to Die, The Game, From the Underworld, On My Way Home, I Can Fly, Goodbye Groovy, Mixed Up Minds, Impressions of Oliver, Paradise Lost, Sad,[7] Something Strange, On My Own, She Loves Me She Loves Me Not, Fare Thee Well, Come on, Believe Me, Our Fairy Tale, You’ve Got Me Hangin’ from Your Lovin’ Tree, I Don’t Wanna Go to Sleep Again, Goodbye Baby Goodbye, Here Comes the Fool, She Was Really Saying Something, It’s Been a Long Time Baby, So Much in Love, This Boy’s Always Been True
- 2006: Best of the Herd (Repertoire REP 5031):
  - From the Underworld, Paradise Lost, I Can Fly, I Don’t Want Our Loving to Die, Miss Jones, The Game, Sunshine Cottage, Sweet William, Come on, Believe Me, Diary of a Narcissist, Understand Me, Our Fairy Tale, Beauty Queen, You’ve Got Me Hangin’ from Your Lovin’ Tree, I Don’t Wanna Go to Sleep Again, Follow the Leader, Charlie Anderson, Bang!,[8] Mother’s Blue Eyed Angel, On My Way Home, Goodbye Groovy, Mixed Up Minds, Impressions of Oliver, Something Strange, On Your Own, Fare Thee Well

### NPO Radio 2 Top 2000
| Nummer met noteringen in de NPO Radio 2 Top 2000 | '99  | '00 | '01  | '02  | '03  | '04  | '05  |
| ------------------------------------------------ | ---- | --- | ---- | ---- | ---- | ---- | ---- |
| From the Underworld                              | 1520 | 724 | 1463 | 1605 | 1708 | 1266 | 1447 |

1. ↑  Een vetgedrukt getal geeft de hoogste notering aan.
2. ↑  Deze tabel is bijgewerkt tot en met de laatste editie (2024).

## Een naamgenoot
Er bestaat een Australische hiphopband met de naam The Herd. De band is opgericht in 2001.